# Discocheilus
Genre
Discocheilus est un genre de poissons téléostéens de la famille des Cyprinidae et de l'ordre des Cypriniformes. Le genre est endémique de la Chine.

## Liste des espèces
Selon FishBase (15 septembre 2015):
- Discocheilus multilepis (D. Z. Wang & D. J. Li, 1994)
- Discocheilus wui (J. X. Chen & J. H. Lan, 1992)